# Fornborgen Viksberget
Fornborgen Viksberget ligger mellan sjön Aspen och Äs säteri i Julita socken, Katrineholms kommun. Till Viksberget lokaliserade skalden Olof von Dalin sin saga om Sigurd Fafnesbane.

## Historik
Fornborgen är strategiskt belägen på en hög kulle där två järnåldersfärdvägar möts, omedelbart öster om ett gammalt broläge. Fornborgen har inte blivit daterad, men undersökta borgar i Södermanland brukar vara från folkvandringstiden, 400-600 e.Kr.
Fornborgen var, fram tills det att landsvägen anlades, en del av Äs herrgårds engelska park. Upp till fornborgen leder en sentida trappa och på ett annat ställe har muren delvis raserats för att ytterligare en sentida ingång skulle byggas. Mitt i borgen finns även en kallmurad husgrund där det under andra världskriget stod en barack för luftbevakning.

## Bilder

Viksbergets fornborg
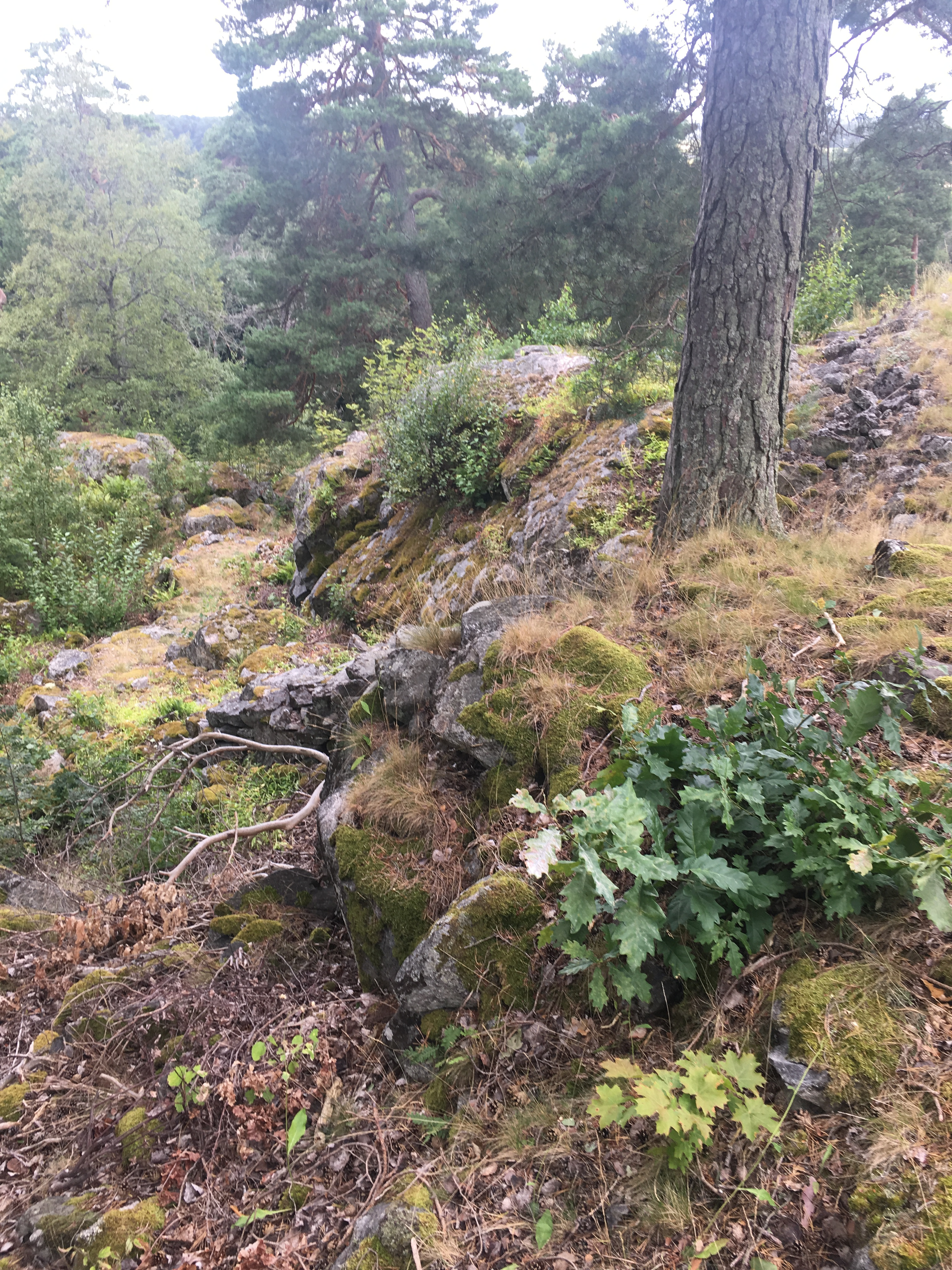
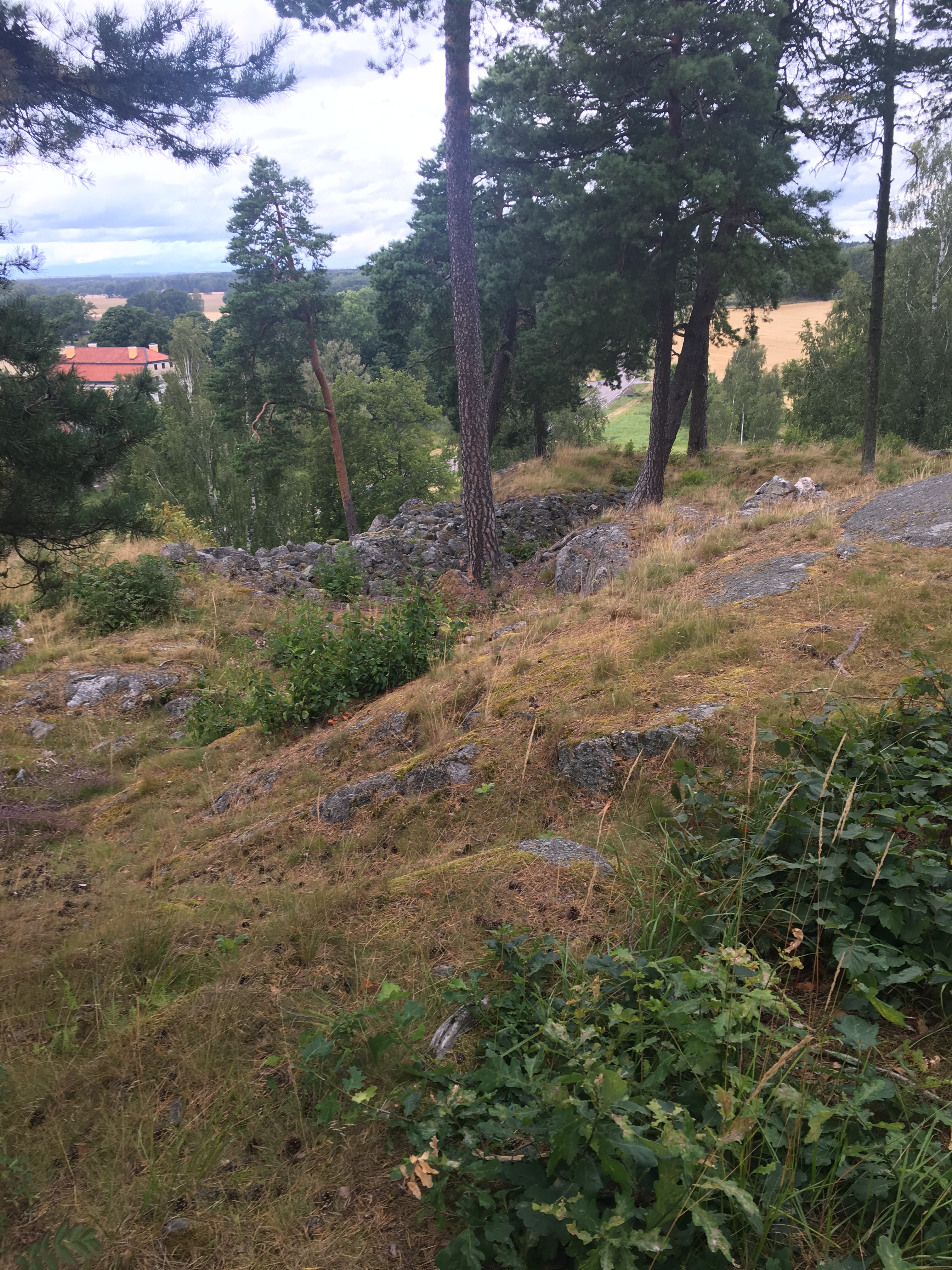
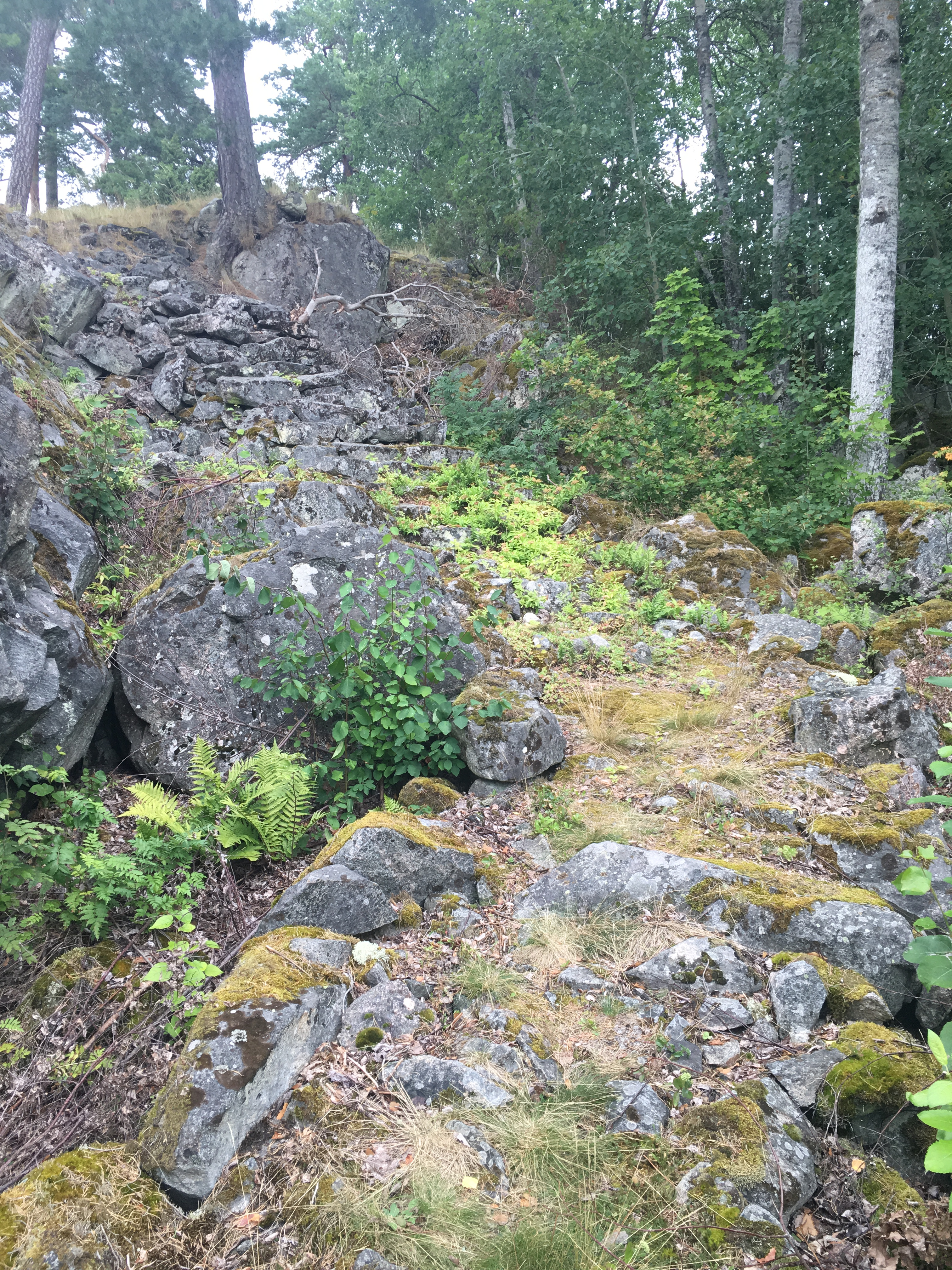
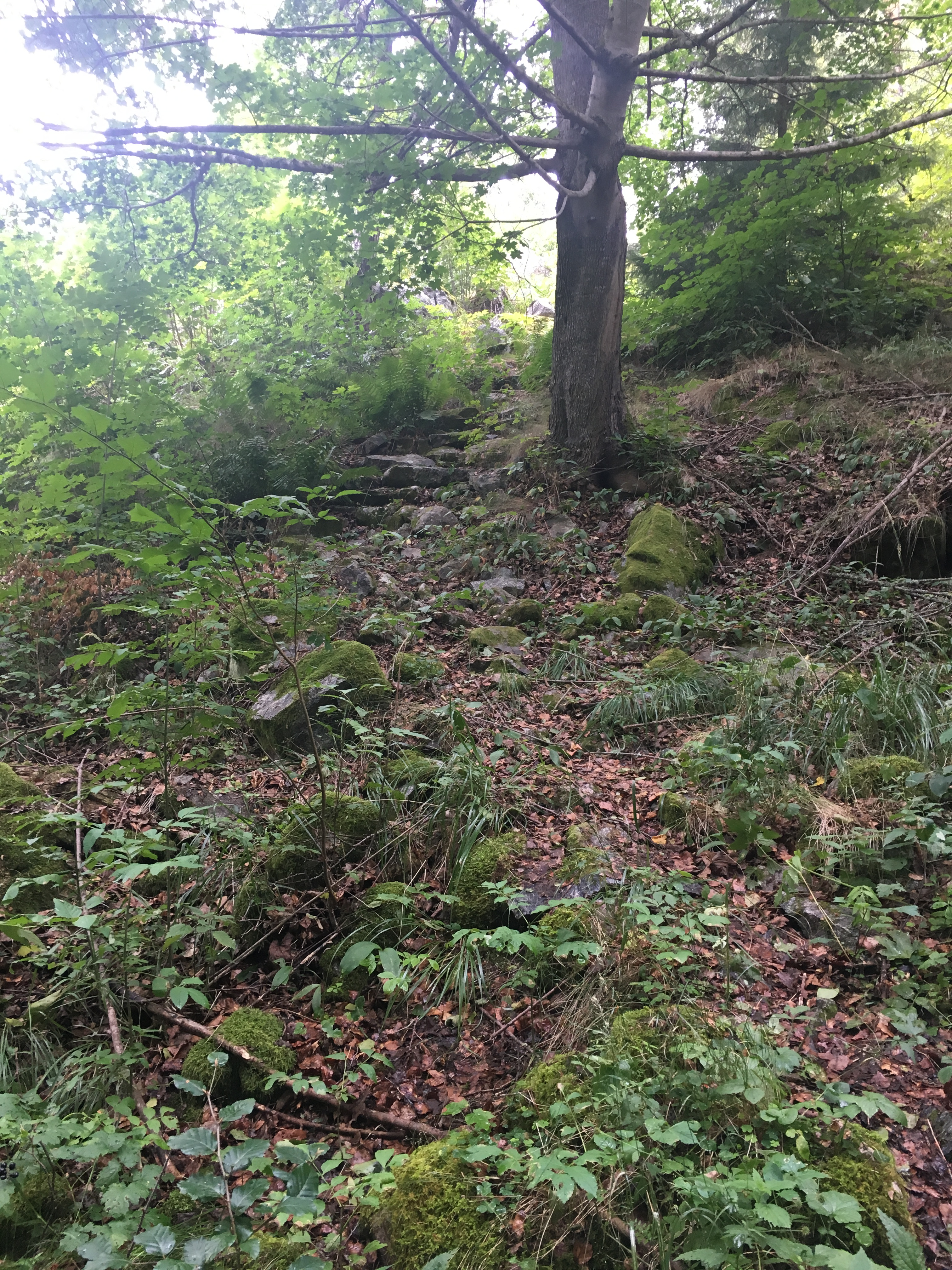
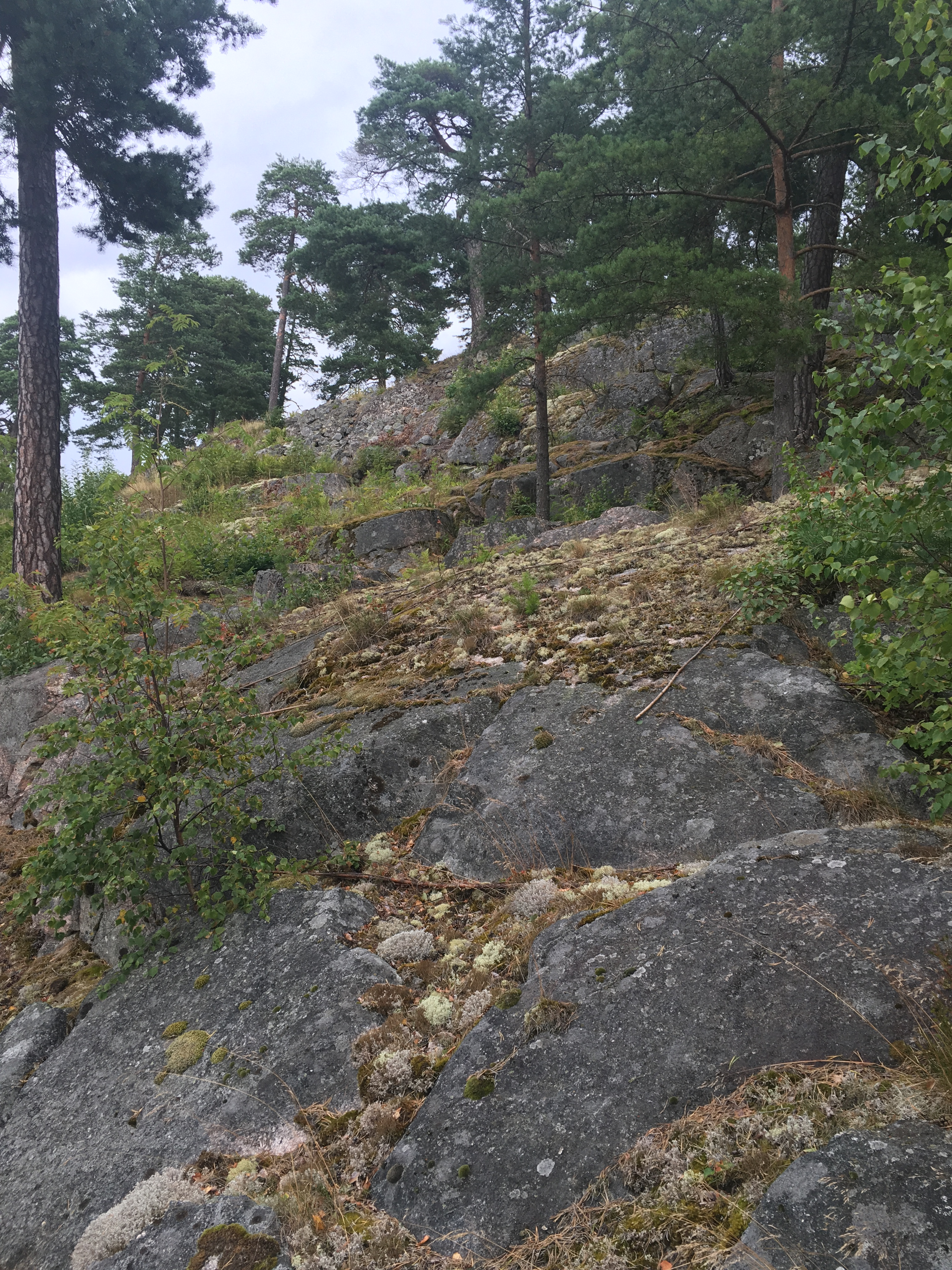